# Солошенко, Игорь Александрович (футболист)
И́горь Алекса́ндрович Солоше́нко (22 мая 1979, Караганда, Казахская ССР, СССР) — казахстанский футболист, защитник; тренер.

## Карьера

### Клубная
Воспитанник карагандинского футбола. Большую часть карьеры провел в «Шахтёре», но иногда приходилось играть и за другие клубы из-за разногласии с руководством карагандинской команды. Игорь играл в таких командах как «Женис», «Аят», «Тобол», «Окжетпес» и «Акжайык».

### В сборной
1 декабря 1998 года состоялся дебют Игоря в национальной команде страны в игре против сборной Ирана. На следующий год Солошенко участвует в чемпионате мира 1999 среди молодёжных команд, причем Игорь на тот момент являлся капитаном молодёжной сборной своей страны.

## Достижения

### Командные
«Женис»
- Обладатель Кубка Казахстана: 2002
- Финалист Кубка Казахстана: 2001
- Итого: 1 трофей

 «Тобол» (Костанай)
- Серебряный призёр чемпионата Казахстана: 2005

 «Шахтёр» (Караганда)
- Чемпион Казахстана: 2012
- Бронзовый призёр чемпионата Казахстана: 2007, 2009
- Финалист Кубка Казахстана: 2009
- Итого: 1 трофей

### Личные
- В списке 22 лучших футболистов казахстанской Премьер-Лиги (3): № 1 (2003); № 2 (1998, 2004)

## Статистика

### Клубная
| Клуб               | Сезон            | Лига             | Лига  | Лига | Кубки  | Кубки | Кубки | Конт.турниры | Конт.турниры | Конт.турниры | Прочие | Прочие | Прочие | Всего | Всего |
| Клуб               | Сезон            | Сорев.           | Матчи | Голы | Сорев. | Матчи | Голы  | Сорев.       | Матчи        | Голы         | Сорев. | Матчи  | Голы   | Матчи | Голы  |
| ------------------ | ---------------- | ---------------- | ----- | ---- | ------ | ----- | ----- | ------------ | ------------ | ------------ | ------ | ------ | ------ | ----- | ----- |
| Шахтёр (Караганда) | 2004             | ЧК               | 32    | 3    | КК     | 0     | 0     | -            | -            | -            | -      | -      | -      | 32    | 3     |
| Аят                | 2005             | ПЛК              | 8     | 2    | КК     | ?     | 0     | -            | -            | -            | -      | -      | -      | 8     | 2     |
| Аят                | Всего            | Всего            | 8     | 2    |        | 0     | 0     |              | -            | -            |        | -      | -      | 8     | 2     |
| Тобол (Костанай)   | 2005             | ЧК               | 4     | 0    | КК     | 0     | 0     | -            | -            | -            | -      | -      | -      | 4     | 0     |
| Тобол (Костанай)   | 2006             | ЧК               | 1     | 0    | КК     | 0     | 0     | К            | 0            | 0            | -      | -      | -      | 1     | 0     |
| Тобол (Костанай)   | Всего            | Всего            | 5     | 0    |        | 0     | 0     |              | 0            | 0            |        | -      | -      | 5     | 0     |
| Шахтёр (Караганда) | 2006             | ЧК               | 19    | 0    | КК     | 1     | 0     | КИ           | 0            | 0            | -      | -      | -      | 20    | 0     |
| Шахтёр (Караганда) | 2007             | ЧК               | 22    | 0    | КК     | 4     | 0     | -            | -            | -            | -      | -      | -      | 26    | 0     |
| Шахтёр (Караганда) | 2008             | ЧК               | 4     | 0    | КК     | 1     | 0     | К            | 0            | 0            | -      | -      | -      | 5     | 0     |
| Шахтёр (Караганда) | 2009             | ЧК               | 2     | 0    | КК     | 2     | 0     | -            | -            | -            | -      | -      | -      | 4     | 0     |
| Иртыш (Павлодар)   | 2010             | ЧК               | 0     | 0    | КК     | 0     | 0     | -            | -            | -            | -      | -      | -      | 0     | 0     |
| Иртыш (Павлодар)   | Всего            | Всего            | 0     | 0    |        | 0     | 0     |              | -            | -            |        | -      | -      | 0     | 0     |
| Окжетпес           | 2010             | ЧК               | 14    | 1    | КК     | 0     | 0     | -            | -            | -            | -      | -      | -      | 14    | 1     |
| Шахтёр (Караганда) | 2011             | ЧК               | 1     | 0    | КК     | 1     | 0     | ЛЕ           | 0            | 0            | -      | -      | -      | 2     | 0     |
| Акжайык            | 2011             | ПЛК              | 8     | 1    | КК     | 0     | 0     | -            | -            | -            | -      | -      | -      | 8     | 1     |
| Акжайык            | Всего            | Всего            | 8     | 1    |        | 0     | 0     |              | -            | -            |        | -      | -      | 8     | 1     |
| Шахтёр (Караганда) | 2012             | ЧК               | 0     | 0    | КК     | 2     | 0     | ЛЧ           | 0            | 0            | СК     | 0      | 0      | 2     | 0     |
| Шахтёр (Караганда) | Всего            | Всего            | 80    | 3    |        | 11    | 0     |              | 0            | 0            |        | 0      | 0      | 91    | 3     |
| Окжетпес           | 2013             | ПЛК              | 15    | 2    | КК     | 1     | 0     | -            | -            | -            | -      | -      | -      | 16    | 2     |
| Окжетпес           | Всего            | Всего            | 29    | 3    |        | 1     | 0     |              | -            | -            |        | -      | -      | 30    | 3     |
| Всего за карьеру   | Всего за карьеру | Всего за карьеру | 130   | 9    |        | 12    | 0     |              | 0            | 0            |        | 0      | 0      | 142   | 9     |

### Международная

#### Матчи и голы за сборную
| Матчи и голы Солошенко за сборную Казахстана | Матчи и голы Солошенко за сборную Казахстана | Матчи и голы Солошенко за сборную Казахстана | Матчи и голы Солошенко за сборную Казахстана | Матчи и голы Солошенко за сборную Казахстана | Матчи и голы Солошенко за сборную Казахстана | Матчи и голы Солошенко за сборную Казахстана   |
| №                                            | Дата                                         | Место                                        | Оппонент                                     | Счёт                                         | Голы Солошенко                               | Соревнование                                   |
| -------------------------------------------- | -------------------------------------------- | -------------------------------------------- | -------------------------------------------- | -------------------------------------------- | -------------------------------------------- | ---------------------------------------------- |
| 1                                            | 1 декабря 1998                               | Таиланд, Сисакет                             | Иран                                         | 0:2                                          | —                                            | Матч летних Азиатских игр 1998                 |
| 2                                            | 3 декабря 1998                               | Таиланд, Сисакет                             | Лаос                                         | 5:0                                          | —                                            | Матч летних Азиатских игр 1998                 |
| 3                                            | 8 декабря 1998                               | Таиланд, Бангкок, Олимпийский стадион        | Таиланд                                      | 1:1                                          | —                                            | Матч летних Азиатских игр 1998                 |
| 4                                            | 10 декабря 1998                              | Таиланд, Бангкок, Олимпийский стадион        | Катар                                        | 2:0                                          | —                                            | Матч летних Азиатских игр 1998                 |
| 5                                            | 12 декабря 1998                              | Таиланд, Бангкок, Олимпийский стадион        | Ливан                                        | 0:3                                          | —                                            | Матч летних Азиатских игр 1998                 |
| 6                                            | 27 апреля 2003                               | Фарерские острова, Тофтир, «Свангаскард»     | Фарерские острова                            | 2:3                                          | —                                            | Товарищеский матч                              |
| 7                                            | 29 апреля 2003                               | Фарерские острова, Торсхавн, «Торсволлур»    | Фарерские острова                            | 1:2                                          | —                                            | Товарищеский матч                              |
| 8                                            | 6 июня 2003                                  | Польша, Познань, Городской стадион           | Польша                                       | 0:3                                          | —                                            | Товарищеский матч                              |
| 9                                            | 20 августа 2003                              | Португалия, Шавиш, Муниципальный стадион     | Португалия                                   | 0:1                                          | —                                            | Товарищеский матч                              |
| 10                                           | 19 февраля 2004                              | Кипр, Пафос, «Пафиако»                       | Армения                                      | 3:3, пен.3:2                                 | —                                            | Матч кубка Кипрской футбольной ассоциации 2004 |
| 11                                           | 29 января 2005                               | Япония, Иокогама, Международный стадион      | Япония                                       | 0:4                                          | —                                            | Товарищеский матч                              |

Итого: 11 матчей / 0 голов; 3 победы, 1 ничья, 7 поражений.

#### Сводная статистика игр/голов за сборную
| Сборная          | Год              | Отборочные матчи чемпионата мира | Отборочные матчи чемпионата мира | Финальные матчи чемпионата мира | Финальные матчи чемпионата мира | Отборочные матчи континентальных турниров | Отборочные матчи континентальных турниров | Финальные матчи континентальных турниров | Финальные матчи континентальных турниров | Товарищеские матчи | Товарищеские матчи | Итого | Итого |
| Сборная          | Год              | Игры                             | Голы                             | Игры                            | Голы                            | Игры                                      | Голы                                      | Игры                                     | Голы                                     | Игры               | Голы               | Игры  | Голы  |
| ---------------- | ---------------- | -------------------------------- | -------------------------------- | ------------------------------- | ------------------------------- | ----------------------------------------- | ----------------------------------------- | ---------------------------------------- | ---------------------------------------- | ------------------ | ------------------ | ----- | ----- |
| Казахстан        | 1998             | —                                | —                                | —                               | —                               | —                                         | —                                         | 5                                        | 0                                        | —                  | —                  | 5     | 0     |
| Казахстан        | ...              | —                                | —                                | —                               | —                               | —                                         | —                                         | —                                        | —                                        | —                  | —                  | —     | —     |
| Казахстан        | 2003             | —                                | —                                | —                               | —                               | —                                         | —                                         | —                                        | —                                        | 4                  | 0                  | 4     | 0     |
| Казахстан        | 2004             | —                                | —                                | —                               | —                               | —                                         | —                                         | —                                        | —                                        | 1                  | 0                  | 1     | 0     |
| Казахстан        | 2005             | —                                | —                                | —                               | —                               | —                                         | —                                         | —                                        | —                                        | 1                  | 0                  | 1     | 0     |
| Всего за карьеру | Всего за карьеру | 0                                | 0                                | 0                               | 0                               | 0                                         | 0                                         | 5                                        | 0                                        | 6                  | 0                  | 11    | 0     |